# Islandstorget

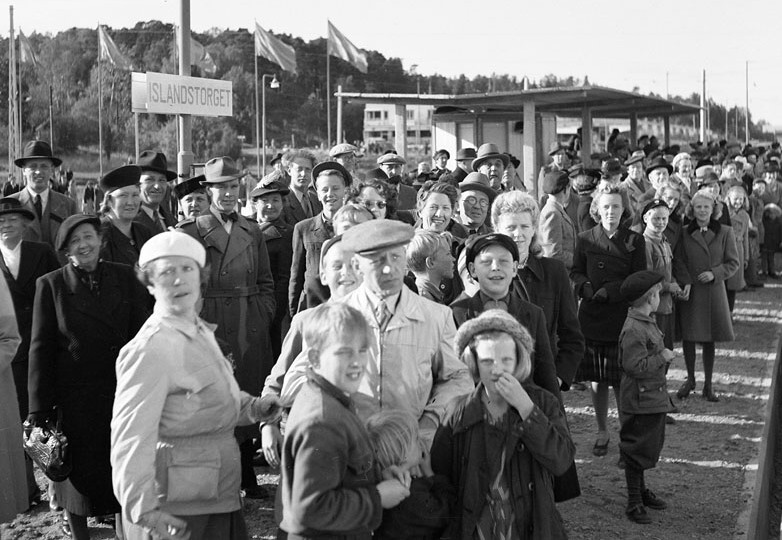
Spårvägsstationen Islandstorget invigs 1944.

Islandstorget ett informellt område i Bromma inom Stockholms kommun, som skapats av upptagningsområdet för tunnelbanestationen med samma namn. Islandstorget ligger mellan bostadsområdena Södra Ängby och Norra Ängby. I området finns bland annat en vägkorsning, en busshållplats, en bensinmack, en bilverkstad, en pizzeria, ett solarium, Södra Ängby skola och en kiosk. 
Platsen fick sitt namn 1936, men det var varken exilislänningar eller fiskhandlare som gav namn åt Islandstorget. 
Den isländska anknytningen till platsen är mer diffus. 
När namnberedningen döpte gator och torg i Norra Ängby tog den fasta på de fornlämningar som finns i området. 
Det var alltså det gemensamma kulturarvet som gav flera platser namn med kopplingar till Island. 

## Tunnelbanestationen
Tunnelbanestationen Islandstorget invigdes 1952. Station Islandstorget ligger i stadsdelen Södra Ängby. Den trafikeras av T-bana 1 (gröna linjen) och ligger mellan stationerna Ängbyplan och Blackeberg. Stationen ligger utmed Bergslagsvägen, öster om Blackebergsvägen. Det finns en plattform utomhus med entré i den västra änden från Blackebergsvägen 112-114.
Utanför tunnelbanestationen går även buss 113 från Islandstorget. Busslinjen går från Blackebergs gård till Solna Centrum.

## Vägkorsningen
Vid Islandstorget möts Bergslagsvägen, Bällstavägen och Blackebergsvägen. Tidigare fanns här en rondell, men nu är den ersatt med trafiksignaler.
Korsningen ligger i stadsdelarna Södra Ängby, Norra Ängby och Blackeberg

## Tidigare historia
Där tunnelbanestationen nu ligger låg spårvägsändhållplatsen Islandstorget 1944-1952, och där vände linje 11, Ängbybanan.